# هم‌مرکز
هم مرکز بودن اشیا و اجسام به حالتی گفته می‌شود که دارای یک مرکز، محور یا یک مبدا باشند. دایره، کره، استوانه، حلقه یا دیسک ها می توانند با یک دیگر هم مرکز باشند به طوری که دارای یک مرکز مشترک و شعاع های متفاوت هستند. 
از نمونه های دایره های هم مرکز، می توان به سیبل مسابقه ی دارت یا تیراندازی با کمان نام برد. حلقه های معلق کاردان از دیگر نمونه های حلقه های هم مرکز می باشد.